# Osojnik (Vrbovsko)
Osojnik je naselje u Hrvatskoj u sastavu Grada Vrbovskog. Nalazi se u Primorsko-goranskoj županiji.

## Zemljopis
Sjeverozapadno su Mali Jadrč, Veliki Jadrč, Smišljak, Plešivica, Klanac, sjeverno-sjeveroistočno je Rim, sjeveroistočno su Zdihovo, Liplje, Hrsina, Krč Bosiljevski i Strgar, jugoistočno su Medari.

## Stanovništvo
| broj stanovnika | 465   | 441   | 426   | 415   | 367   | 368   | 355   | 391   | 333   | 317   | 258   | 247   | 209   | 197   | 130   | 102   | 86    |
|                 | 1857. | 1869. | 1880. | 1890. | 1900. | 1910. | 1921. | 1931. | 1948. | 1953. | 1961. | 1971. | 1981. | 1991. | 2001. | 2011. | 2021. |